# Frades de la Sierra
Frades de la Sierra és un municipi de la província de Salamanca a la comunitat autònoma de Castella i Lleó.

## Demografia
| 1991 | 1996 | 2001 | 2004 |
| ---- | ---- | ---- | ---- |
| 318  | 299  | 255  | 257  |

## Personatges il·lustres
- José María Gabriel y Galán